# Усов Павло Віталійович
Павло Віталійович Усов (12 липня 1995, с. Стара Вижівка, Волинської області — 11 березня 2022)  — старший лейтенант Збройних сил України, відзначився у ході російського вторгнення в Україну, Герой України з удостоєнням ордена «Золота Зірка» (посмертно).

## Життєпис
Народився 12 липня 1995 року у селі Стара Вижівка Волинської області.  Закінчив Старовижівську школу. Закінчив Національну академію сухопутних військ. Був командиром механізованої роти . Боронив спочатку Луганщину та Донеччину, а потім Київщину.
11 березня 2022 року загинув у танковому бою під Києвом. Після повномасштабного РФ агресії в ході боїв під Києвом попередньо знищивши кілька одиниць ворожої техніки та багато живої сили противника.
14 березня 2022 року похований у рідному селищі.
В Павла залишилися батьки та сестра.

## Нагороди
- звання «Герой України» з удостоєнням ордена «Золота Зірка» (2022, посмертно) — за особисту мужність і героїзм, виявлені у захисті державного суверенітету та територіальної цілісності України, вірність військовій присязі.